# Hag Pike
Hag Pike är en bergstopp i Antarktis. Den ligger i Västantarktis. Argentina, Chile och Storbritannien gör anspråk på området. Toppen på Hag Pike är 818 meter över havet, eller 64 meter över den omgivande terrängen. Bredden vid basen är 1,1 km.
Terrängen runt Hag Pike är huvudsakligen lite bergig.  Trakten är obefolkad. Det finns inga samhällen i närheten.